# Château de Montagny-les-Monts
Le château de Montagny-les-Monts est un ancien château en ruine situé dans la commune de Montagny, au sein du district de la Broye dans le canton de Fribourg en Suisse.

## Histoire
Les ruines actuelles du château de Montagny-les-Monts sont celles d'un château du XIIIe siècle, faisant suite à un château primitif dont il ne reste rien, mais qui est attesté en 1146. Du château du XIIIe siècle, il reste principalement le donjon circulaire ainsi que quelques pans de murs. À partir de 1267, la seigneurie de Montagny prête serment à Pierre II de Savoie.
En 1447, alors que Fribourg est en guerre contre Berne et la Savoie, le château de Montagny-les-Monts est assiégé par 1600 Fribourgeois mais la garnison savoyarde résiste à cet assaut, non sans avoir préventivement détruit toutes les parties inflammables. Lorsque la paix est signée en 1448, Fribourg doit payer une somme importante pour contribuer à la restauration du château, qui n'est achevée qu'en 1463.
Lors des guerres de Bourgogne, en 1476, le château est mis à sac. Dans un traité de 1478, la maison de Savoie vend Montagny à Fribourg. Le château devient le siège d'un bailli fribourgeois. L'édifice subit encore un incendie en 1504, avant d'être restauré en 1508 et 1509. Devenu le siège du bailli fribourgeois, le château est à nouveau restauré de 1752 à 1754. A la fin du XVIIIe siècle, Charles de Castella réalise des plans et des aquarelles de l'édifice, qui semble encore bien conservé.
En 1802 toutefois, le gouvernement fribourgeois vend le château à un citoyen du nom de Jean Terrapon qui l'utilise comme une carrière de pierres. Vers 1820 déjà, une vue de Jean-Joseph Combaz montre que le château se trouve dans l'état de ruine actuel. En 1827, l'officier Nicolas de Gady achète le donjon à Jean Terrapon, tandis que le terrain passe en 1828 à Antoine Terrapon, fils de Jean. En 1860, le pont de pierre de l'entrée s'écroule au passage d'un char trop lourd.
En 1973, par voie d'héritage, le donjon revient à la famille de Werra. Le 21 septembre 1989, celle-ci renonce à tous ses droits de propriété lorsqu'est instituée la « Fondation général de Gady », qui veille à la sauvegarde de la tour. L'inventaire suisse des biens culturels d'importance nationale et régionale classe le château en tant qu'objet B - bien culturel d'importance régionale - avec le numéro KGS 2234.

## Galerie

Vues aériennes du château de Montagny-les-Monts